# Theo Frenkel
Pour les articles homonymes, voir Frenkel.
Theo Frenkel est un réalisateur, acteur, scénariste et producteur néerlandais né le 14 juillet 1871 à Rotterdam (Pays-Bas), mort le 20 septembre 1956 à Amsterdam (Pays-Bas).

## Filmographie

### comme réalisateur
- 1908 : To the Custody of the Father
- 1908 : Poverty and Compassion
- 1908 : The Anarchist's Sweetheart
- 1909 : The Wrong Coat
- 1909 : A Woman's Vanity
- 1909 : Within an Ace
- 1909 : When Thieves Fall Out
- 1909 : Two of the Boys
- 1909 : The Treacherous Policeman
- 1909 : Teaching a Husband a Lesson
- 1909 : The Special Licence
- 1909 : Smith's Knockabout Theatre
- 1909 : The Sleepwalker
- 1909 : A Sinner's Repentance
- 1909 : Salome Mad
- 1909 : Robbing the Widowed and Fatherless
- 1909 : Only a Tramp
- 1909 : One Good Turn Deserves Another
- 1909 : The New Servant
- 1909 : A Narrow Escape from Lynching
- 1909 : Mistaken Identity
- 1909 : The Luck of the Cards
- 1909 : The Idiot of the Mountains
- 1909 : Fellow Clerks
- 1909 : A Father's Mistake
- 1909 : Farmer Giles' Visit to London
- 1909 : The Curse of Money
- 1909 : A Coward's Courage
- 1909 : The Burglar and the Child
- 1909 : The Blind Man
- 1909 : The Bailiff and the Dressmakers
- 1909 : An Attempt to Smash a Bank
- 1910 : A Worker's Wife
- 1910 : A Woman's Treachery
- 1910 : A Woman's Folly
- 1910 : The Wedding That Didn't Come Off
- 1910 : The Two Fathers
- 1910 : True to His Duty
- 1910 : The Suffragette and the Hobble Skirt
- 1910 : The Stricken Home
- 1910 : A Sailor's Sacrifice
- 1910 : A Record Hustle Through Foggy London
- 1910 : The Plans of the Fortress
- 1910 : The Picture Thieves
- 1910 : Our Darling
- 1910 : The Old Soldier
- 1910 : The Old Hat
- 1910 : A Moving Picture Rehearsal
- 1910 : A Mad Infatuation
- 1910 : Lord Blend's Love Story
- 1910 : The Little Orphan
- 1910 : Juggling on the Brain
- 1910 : Jake's Daughter
- 1910 : Jailbird in Borrowed Feathers
- 1910 : In the Hands of the Enemy
- 1910 : Impersonating the Policeman Lodger
- 1910 : His Only Daughter
- 1910 : His Mother's Necklace
- 1910 : His Brother's Wife
- 1910 : Great Fight at All-Sereno
- 1910 : From Storm to Sunshine
- 1910 : The Freezing Mixture
- 1910 : The Electric Vitalizer
- 1910 : The Coster's Wedding
- 1910 : The Child and the Fiddler
- 1910 : By Order of Napoleon
- 1910 : The Bully
- 1910 : The Brothers
- 1910 : The Bewitched Boxing Gloves
- 1910 : Almost
- 1911 : The Woodcutter's Romance
- 1911 : Trilby and Svengali
- 1911 : A Tragedy of the Olden Times
- 1911 : La Tosca
- 1911 : Through Fire to Fortune
- 1911 : The Silken Thread
- 1911 : The Peasants and the Fairy
- 1911 : The Passions of an Egyptian Princess
- 1911 : Mystic Manipulations
- 1911 : Major the Red Cross Dog
- 1911 : Love Conquers
- 1911 : For the Crown
- 1911 : Ester: A Biblical Episode
- 1911 : A Citizeness of Paris
- 1911 : Caesar's Prisoners
- 1911 : Œdipus Rex
- 1911 : The Highlander
- 1911 : The King of Indigo
- 1911 : The Lost Ring
- 1911 : From Factory Girl to Prima Donna
- 1911 : Kitty the Dressmaker
- 1911 : Love's Strategy
- 1911 : Lady Beaulay's Necklace
- 1911 : The Crusader
- 1911 : The Rebel's Daughter
- 1911 : A Modern Hero
- 1911 : His Conscience
- 1911 : The Two Chorus Girls
- 1911 : The Amorous Doctor
- 1911 : Following Mother's Footsteps
- 1911 : Fate
- 1911 : Swank and the Remedy
- 1911 : Telemachus
- 1911 : The Fall of Babylon
- 1911 : The Clown's Sacrifice
- 1911 : Kinemacolor Songs
- 1911 : The Burglar as Father Christmas
- 1911 : A French Duel
- 1911 : The Flower Girl of Florence
- 1911 : His Last Burglary
- 1911 : Brown's German Liver Cure
- 1911 : Two Can Play at the Same Game
- 1911 : Detective Henry and the Paris Apaches
- 1911 : A Devoted Friend
- 1911 : The Blackmailer
- 1911 : Samson and Delilah
- 1911 : In the Reign of Terror
- 1911 : Galileo
- 1911 : Checkmated
- 1911 : A Noble Heart
- 1911 : The Little Daughter's Letter
- 1911 : A Balkan Episode
- 1911 : Love in a Cottage
- 1911 : Johnson at the Wedding
- 1911 : The Wizard and the Brigands
- 1911 : Uncle's Picnic
- 1911 : The Modern Pygmalion and Galatea
- 1911 : Mischievous Puck
- 1911 : Little Lady Lafayette
- 1911 : The Hypnotist and the Convict
- 1911 : Boys Will Be Boys
- 1911 : Julius Caesar's Sandals
- 1911 : Music Hath Charms
- 1911 : The Millionaire's Nephew
- 1911 : Jane Shore
- 1911 : Dandy Dick of Bishopsgate
- 1911 : A Lucky Escape
- 1911 : The Last Farewell
- 1911 : Two Christmas Hampers
- 1911 : Oliver Cromwell
- 1911 : Love Story of Charles II
- 1911 : The Fisherman's Daughter
- 1911 : Simpkin's Dream of a Holiday
- 1911 : The General's Only Son
- 1911 : The Priest's Burden
- 1911 : Nell Gwynn the Orange Girl
- 1911 : The Magic Ring
- 1911 : The Inventor's Son
- 1911 : Love of Riches
- 1911 : Buffalo Bill on the Train
- 1911 : The Adopted Child
- 1912 : Talma
- 1912 : The Prodigal Son
- 1912 : The Prodigal Daughter
- 1912 : Marocco en het Vreemdelingenlegioen
- 1912 : Light After Darkness
- 1912 : Judith
- 1912 : Industrieel van Pont Avesnes, De
- 1912 : Herod
- 1912 : Don César de Bazan
- 1912 : Charles IV (film)
- 1912 : Carmen
- 1912 : Le Bagnard
- 1912 : A Seaside Comedy
- 1912 : The Little Wooden Soldier
- 1912 : The Two Rivals
- 1912 : The Minstrel King
- 1912 : Gerald's Butterfly
- 1912 : The Vicissitudes of a Top Hat
- 1912 : The Tide of Fortune
- 1912 : The Old Guitar
- 1912 : A True Britton
- 1912 : The Cap of Invisibility
- 1912 : An Elizabethan Romance
- 1912 : A Gambler's Villainy
- 1912 : The Vandal Outlaws
- 1912 : Romani, the Brigand
- 1912 : The Lust for Gold
- 1912 : Only a Woman
- 1912 : The Mighty Dollar
- 1912 : Ofia, the Woman Spy
- 1912 : The Way of the Transgressor
- 1913 : A Whiff of Onion
- 1913 : The Orphan
- 1913 : Hasard
- 1913 : The Boatswain's Daughter
- 1913 : Frauenleid
- 1913 : An Actor's Romance
- 1914 : The Fight for the Great Black Diamond
- 1914 : Fatum
- 1915 : L'Épave dans la mer du nord (Wrak van de Noorzee, Het)
- 1916 : Genie tegen geweld
- 1916 : Levensschaduwen
- 1918 : Duivel, De
- 1918 : Proces Begeer, Het
- 1918 : Pro domo
- 1919 : Schoonheidswedstrijd
- 1919 : Duivel in Amsterdam, De
- 1919 : Op stap door Amsterdam
- 1919 : Zonnestraal
- 1920 : Dood van Pierrot, De
- 1920 : Aan boord van de 'Sabina'
- 1920 : Helleveeg
- 1920 : Geeft ons kracht
- 1921 : Menschenwee
- 1922 : Bruut, De
- 1922 : Alexandra
- 1923 : Judith
- 1923 : Frauenmoral
- 1924 : Dries de brandwacht
- 1924 : Amsterdam bij nacht
- 1924 : Cirque hollandais
- 1925 : Cabaret-prinses, De
- 1928 : Bet naar de Olympiade

### comme acteur
- 1911 : Trilby and Svengali : Svengali
- 1911 : Caesar's Prisoners : Julius Caesar
- 1911 : Œdipus Rex : Oedipus
- 1911 : Telemachus : Telemachus
- 1911 : The Fall of Babylon : Belshazzar
- 1911 : Samson and Delilah : Samson
- 1911 : Checkmated : Napoleon
- 1912 : Don César de Bazan : Don Cesar de Bazan
- 1912 : A True Britton : The Soldier
- 1912 : Romani, the Brigand
- 1912 : The Lust for Gold : King Midas
- 1912 : Only a Woman : Dennis
- 1912 : Ofia, the Woman Spy
- 1913 : A Whiff of Onion : Dick
- 1913 : Kat et Ket (Twee Zeeuwse Meisjes in Zandvoort) de Louis H. Chrispijn
- 1914 : Zijn viool
- 1914 : Luchtkastelen
- 1922 : Bruut, De
- 1922 : Alexandra : Vriend van Edward Buchanan
- 1947 : Dik Trom en zijn dorpsgenoten
- 1948 : Vijftig jaren

### comme scénariste
- 1915 : L'Épave dans la mer du nord (Wrak van de Noorzee, Het)
- 1916 : Genie tegen geweld
- 1916 : Levensschaduwen
- 1918 : Duivel, De
- 1918 : Proces Begeer, Het
- 1918 : Pro domo
- 1920 : Aan boord van de 'Sabina'
- 1920 : Helleveeg
- 1920 : Geeft ons kracht
- 1921 : Menschenwee
- 1922 : Alexandra
- 1923 : Frauenmoral
- 1924 : Cirque hollandais
- 1925 : Cabaret-prinses, De

### comme producteur
- 1915 : L'Épave dans la mer du nord (Wrak van de Noorzee, Het)
- 1920 : Aan boord van de 'Sabina'
- 1920 : Geeft ons kracht